# Prefontaine Classic 2019

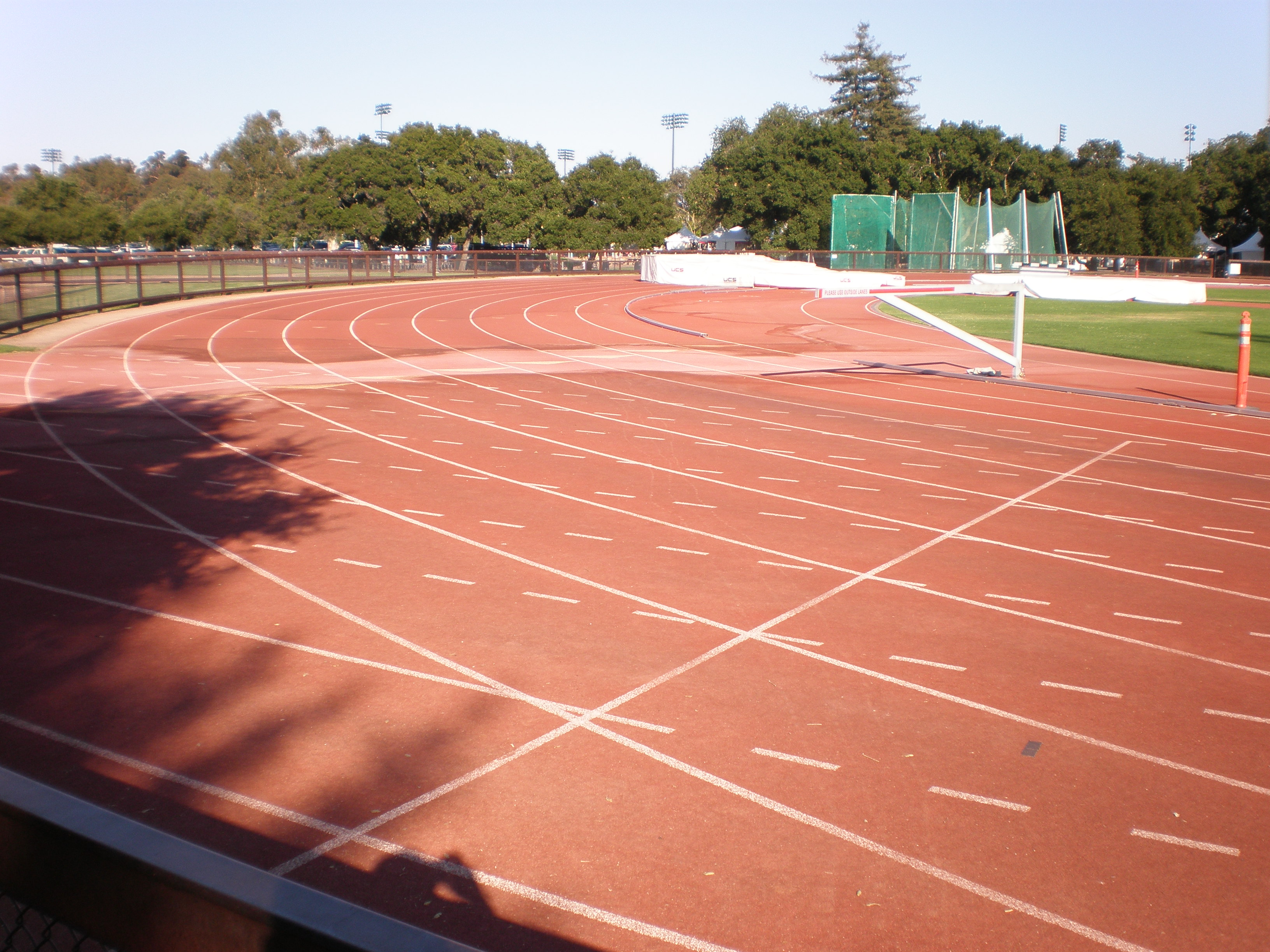
Atletická dráha Cobb Track & Angell Field na kampusu Stanfordovy univerzity v Kalifornii.

Prefontaine Classic 2019 byl lehkoatletický mítink, který se konal 30. června 2019 v americkém městě Stanfordu. Byl součástí série mítinků Diamantová liga. 

## Výsledky

### Muži
| Disciplína            | 1. místo                | 2. místo                 | 3. místo              |
| Běh na 100 m          | Christian Coleman 9,81  | Justin Gatlin 9,87       | Zharnel Hughes 9,97   |
| Běh na 400 m          | Michael Norman 44,62    | Kahmari Montgomery 45,12 | Fred Kerley 45,33     |
| Běh na 110 m překážek | Orlando Ortega 13,24    | Wilhem Belocian 13,29    | Omar McLeod 13,29     |
| Běh na 400 m překážek | Rai Benjamin 47,16      | Kyron McMaster 48,94     | Yasmani Copello 49,37 |
| Skok o tyči           | Armand Duplantis 593 cm | Sam Kendricks 588 cm     | Piotr Lisek 571 cm    |
| Vrh koulí             | Darlan Romani 22,61 m   | Ryan Crouser 22,17 m     | Tomas Walsh 21,76 m   |

### Ženy
| Disciplína             | 1. místo                      | 2. místo                          | 3. místo                            |
| Běh na 100 m           | Marie-Josée Ta Lou 11,02      | Aleia Hobbs 11,04                 | Teahna Daniels 11,13                |
| Běh na 200 m           | Blessing Okagbareová 22,05    | Elaine Thompsonová 22,21          | Dina Asherová-Smithová 22,42        |
| Běh na 800 m           | Caster Semenyaová 1:55,70     | Ajee Wilsonová 1:58,36            | Raevyn Rogersová 1:58,65            |
| Běh na 1500 m          | Faith Kipyegonová 3:59,04     | Laura Muirová 3:59,47             | Shelby Houlihanová 3:59,64          |
| Běh na 3000 m          | Sifan Hassanová 8:18,49       | Konstanze Klosterhalfeová 8:20,07 | Letesenbet Gideyová 8:20,27         |
| Běh na 3000 m překážek | Beatrice Chepkoechová 8:55,58 | Emma Coburnová 9:04,90            | Hyvin Kyiengová Jepkemoiová 9:05,81 |
| Skok vysoký            | Marija Lasickeneová 204 cm    | Vashti Cunninghamová 200 cm       | Jaroslava Mahučichová 200 cm        |
| Vrh koulí              | Kung Li-ťiao 19,79 m          | Danniel Thomas-Dodd 19,26 m       | Chase Ealeyová 19,23 m              |